# Parapnyxia turkmenica
Parapnyxia turkmenica är en tvåvingeart som beskrevs av Werner Mohrig 1991. Parapnyxia turkmenica ingår i släktet Parapnyxia och familjen sorgmyggor.
Artens utbredningsområde är Turkmenistan. Inga underarter finns listade i Catalogue of Life.